# Annie Kavarian
Annie Kavarian est une animatrice de radio française et comédienne voix off.
Elle commence sa carrière d'animatrice sur RBS Radio Baie du Soleil à Menton puis sur France Inter.
Au début des années 1990, elle est animatrice sur Nostalgie puis sur O'FM.
Elle rejoint l'équipe des meneuses de jeux d'Europe 1 : Julie Leclerc, Julia Martin, Muriel Barrel et Fatima[réf. nécessaire].
À ce titre, elle devient le joker de Muriel Barrel sur les tranches du week-end puis le joker de Julie dans « Europe 1 Matin » avec Aymeric Caron.
Elle est par ailleurs comédienne voix off pour des documentaires, des bandes annonces, de la publicité, du doublage.
Elle effectue du voice-over pour l'émission de télé-réalité américaine Les Real Housewives de New York.

## Radio

### Nostalgie
- Tranche 22 h-2 h (lundi au vendredi)

### O'FM
- Tranche 11 h-15 h et 19 h-23 h (samedi) et 12 h-16 h (dimanche)

### Europe 1
- Tranche 9 h-14 h (samedi) et 9 h-15 h (dimanche) (joker de Muriel Barrel)
- « Europe 1 Matin » avec Aymeric Caron (lundi au vendredi 7 h-9 h 30)

### France Inter
- Météo marine
- Présentatrice

## Doublage

### Cinéma
- 1991 : Les Folles Aventures de Bill et Ted : Missy (Amy Stoch (en))
- 2022 : 47 Ronin - Le Sabre de la vengeance : Aya (Chikako Fukuyama)
- 2023 : Ils étaient un seul homme : ? (?)
- 2024 : Mafia Wars : Sphinx (Cher Cosenza)

### Télévision

#### Téléfilms
- Laurie Love dans :
  - La passion malsaine d'un père de famille (2021) : Carla
  - L'idylle de Noël (2020) : l'hôtesse

- 2018 : La recette du coup de foudre : une employée (Evelyn Chew)
- 2018 : La recette du coup de foudre : Anna (Fiona Forbes)
- 2019 : Noël avec un inconnu 2 : Susan (Anna Hagan)
- 2019 : L'empreinte des tueurs : Friederike Wolf (Katja Heinrich)
- 2019 : Un inquiétant portrait de famille : Mme Wicker (Caroline Williams)
- 2020 : La reine du lycée veut ma peau : Mme Hollister (Lisa Cole)

#### Séries télévisées
- New York, unité spéciale :
  - 2016 : (saison 18, épisode 4) : Dr Cohen (Jordan Baker)
  - 2016 : (saison 18, épisode 5) : Diane Griffin (Kelly McAndrew)
  - 2016 : (saison 18, épisode 6) : Nina Carson (Jacqueline Torres)
  - 2017 : (saison 19, épisode 4) : Denise Drake (Geraldine Hughes)
  - 2017 : (saison 19, épisode 6) : Sarah Curtis (Christiane Noll)
  - 2018 : (saison 19, épisode 14) : Juge Marlene Simons (Kathryn Kates)

- Amour, gloire et beauté : 
  - 2017 : (épisode 7595) : Femme de chambre française (Caroline Amiguet)
  - 2017 : Ginge (Olivier Bell)

- Gotham : 
  - 2017 : (saison 3, épisode 18) : Docteur (Satomi Hofmann)
  - 2017 : (saison 3, épisode 21) : Employée de Banque (Bethany Kay)

- The Baker and the Beauty :
  - 2020 : (saison 1, épisode 2) : Ana Hamilton (Florencia Lozano)
  - 2020 : (saison 1, épisode 3) : Interviewer (Amber Rivera)
  - 2020 : (saison 1, épisode 9) : Réceptionniste (Maria Linda Rivera)

- 2012 : Wes & Travis (saison 1, épisode 11) : Maxine (Francine Segal)
- 2017 : In the Dark (saison 1, épisodes 3 & 4) : Javine (Leah Walker)
- 2017-2020 : 13 Reasons Why : Carolyn Standall (Meredith Monroe)
- 2018 : The Good Cop : Mme Wallas (Geraldine Leer) (saison 1, épisode 5)
- 2020 : Toujours là pour toi : ? ( ? )
- 2022 : Inventing Anna : ? ( ? ) (mini-série)

### Jeux vidéo
- 1996 : L'Affaire Morlov : Caroline Williams
- 2024 : Final Fantasy VII Rebirth : voix additionnelles